# Romanizáció
Romanizáció alatt azt a folyamatot értjük, amely során a Római Birodalom meghódított területein (provinciáin) a leigázott népek átvették a rómaiak kultúráját. Ezt a kifejezést Theodor Mommsen óta használja a szakirodalom. A kifejezést azóta sok bírálat érte, hiszen teljesen tudatos folyamatnak ír le egy olyan jelenséget, amely gyakran tudat alatt ment végbe. A romanizáció nagyon nagyfokú eredményeket ért el a barbár törzsek között, így például az ibériaiak saját nyelvüket is elfeledve tértek át a latin nyelv használatára és vették át a római életvitelt. Ezzel kapcsolatban így ír Caius Plinius Caecilius: „inkább Itália, mintsem provincia!” A keleti tartományokban azonban igen gyengén érvényesült a romanizáció hatása. Ma a történetírás inkább már a kulturális interakciókra teszi a hangsúlyt a folyamattal kapcsolatban, azt is megjegyezve, hogy a principatus korában már nem létezett egységes római kultúra, amely mindenhová elterjedhetett volna. A kulturális átvétel oda-vissza jellegűségét erősíti továbbá az is, hogy a zsidó szombattartási szokás Nero római császár idejére Rómában is elterjedt volt.